# Mort accidental d'un anarquista

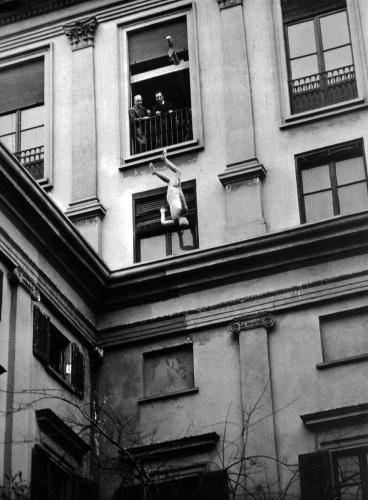
Reconstitució de la mort de Pinelli

Mort accidental d'un anarquista és una obra de teatre satiricopolítica de Dario Fo que va estrenar l'any 1970 en una antiga fàbrica a Varese, amb el seu grup de teatre "La Comune". És l'obra més traduïda i més representada de l'autor, que l'any 1997 fou guardonat amb el Premi Nobel de Literatura perquè, seguint la tradició dels bufons medievals, manté la dignitat dels oprimits. També de les més vistes; només a Itàlia va superar el milió d'espectadors als tres anys de la seva estrena.
En català, va ser estrenada l'any 1981, a Barcelona, fent gira aquell mateix any a València, Palma i una seixantena més de municipis. La dirigia Pere Planella i la protagonitzava Josep Minguell, en el paper de boig-sospitós-jutge-bisbe-senyor amb barba. Completaven el repartiment Jordi Bosch com a comissari, Carme Callol com a periodista i Carles Sales, Pep Muñoz i Enric Arredondo de policies. L'any següent, el mateix equip la va estrenar en castellà per primer cop a Espanya, a la Sala Olimpia de Madrid. L'any 1992, Paco Morán protagonitzava una altra posada en escena d'aquesta obra, en castellà i dirigida per Ángel Alonso, que es va presentar al teatre Borràs de Barcelona.

## Context

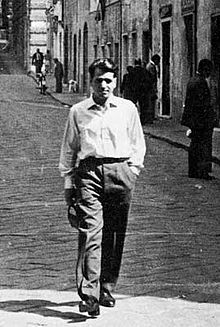
Un ferroviari anarquista a finals dels anys 60

El tema de l'obra gira a l'entorn d'una notícia sortida als diaris, segons la qual uns testimonis han vist caure un home des de dalt, probablement des d'una finestra de l'edifici, i ha mort en impactar amb el terra. Els mitjans van dir que havia caigut i que es tractava d'un terrorista. L'autor, en el pròleg, explica que s'havia inspirat en uns fets antics que havien ocorregut a Nova York durant els anys 20, i que actualitzar-los posant-los fictíciament en l'actualitat i al mateix país és un recurs dramàtic utilitzat per diversos autors per a fer reflexionar des d'un altre punt de vista.
Un altre fet real documentat és que, el 12 de desembre del 1969, va haver-hi un atemptat amb bomba a la plaça Fontana de Milà, conegut com la massacre de la plaça Fontana. Giuseppe Pinelli, un escriptor i conferenciant pacifista i anarquista, va ser detingut per la policia i acusat de l'atemptat per ser un treballador ferroviari i d'idees anarquistes. El dia 15 de desembre, va morir impactat a terra des d'una finestra del quart pis de la comissaria de policia, on estava sent interrogat. Va ser traslladat a un hospital, però va arribar ja mort. Oficialment, es va tractar primer d'un suïcidi i després d'una caiguda accidental causada per un malestar. Mort accidental d'un anarquista es va estrenar el desembre del 1970, una setmana abans del primer aniversari de la mort de Pinelli.
El context més general dels anys en què es va escriure i estrenar és d'una època difícil i rebel a Europa. Itàlia és un dels països europeus que pateix amb més virulència una "estratègia de la tensió" de caràcter feixista, que militars i polítics promouen per provocar una forta repressió i un clima de "caça als rojos". Entre 1969 i 1974, aquesta estratègia de terrorisme d'estat inclou bombes i atemptats que busquen desmembrar les lluites sindicals i estudiantils, davant de la indignació i estupor de l'opinió pública. Entre 1970 i 1972, van morir "accidentalment", segons la versió oficial, cinc anarquistes testimonis de càrrec, un advocat va "caure" d'un hospital; el 1972, van esclatar uns explosius i va aparéixer el cadàver d'un "terrorista" (l'editor comunista Giangiacomo Feltrinelli) que havia desaparegut el 1969, i també van morir "accidentalment" altres testimonis diversos.

## Argument

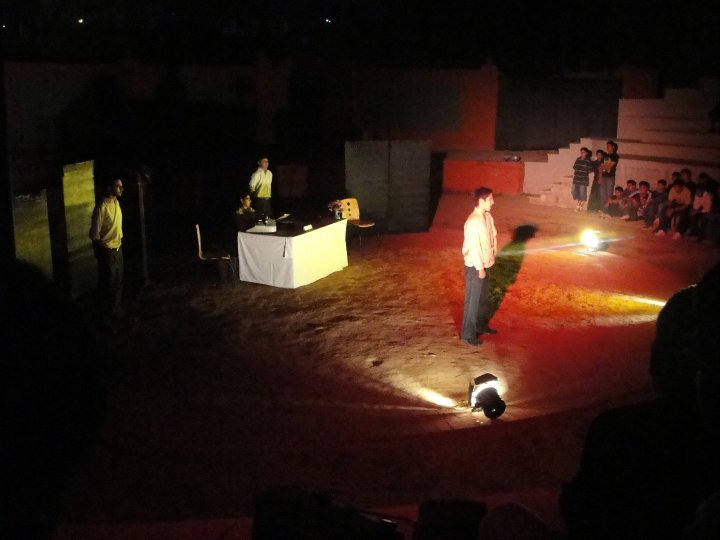
Mort accidental d'un anarquista, presentada en una escola de l'Índia, el 2009

Un home que és arrestat en una comissaria de Milà per haver-se fet passar per metge, entre altres coses, es defensa dient que està boig i que pateix d'"histriomania". En un moment en què es troba sol, fulleja uns papers que hi ha a sobre de la taula i es disfressa d'inspector del Ministeri, que va ajudar-los a solucionar el problema de l'anarquista. Sembla que els va ser molt fàcil trobar el terrorista que havia posat una bomba al metro, ja que només hi havia un ferroviari anarquista, i que en l'interrogatori, just després de confessar, va caure accidentalment per la finestra. Però alguns detalls no acaben de quadrar... L'inspector, en presència d'una periodista, els ajudarà a construir una bona història.
L'autor va modificar el final, de manera que actualment l'obra es pot veure amb qualsevol dels dos finals, segons l'elecció de la companyia de teatre o el director.

## Estil
Es tracta d'una comèdia d'equívocs molt satírica i utilitza de vegades l'humor surrealista (per exemple, quan el comissari explica que va intentar salvar l'anarquista agafant-li un peu i que es va quedar amb una sabata; com el mort duia les dues sabates posades, proposen explicar que l'home tenia tres cames, que es posava un parell de sabates sobre l'altre, etc.). Utilitza recursos i tòpics de la Commedia dell'Arte. El personatge principal és un bufó clàssic del gènere del clown que per mitjà del transvestisme adopta diferents papers. El seu estatus de "boig" li permet dir el que d'altres no dirien. Aquest personatge clàssic del "fool" (boig) que diu les veritats, tan present al teatre de Fo, ja era utilitzat, per exemple, per Shakespeare.
La forma de farsa es contraposa amb un tema sociopolític, especialment en el seu moment, de molta actualitat. Els arguments estan explicats de manera detallada, exacta, ordenada i organitzada.
Es pot considerar teatre sociològic per la seva temàtica social. Tot i que, en principi, el públic no participa en la posada en escena, com és freqüent en el teatre social, sí que s'ha utilitzat de vegades per a fer teatre fòrum, amb un debat posterior en el qual els espectadors poden expressar-se lliurement.